# Casaleggio Boiro
Casaleggio Boiro (piemontesisch Casalegio Bòiro, ligurisch Casaèzo) ist eine Gemeinde in der italienischen Provinz Alessandria (AL), Region Piemont.

## Lage und Einwohner
Die Gemeinde Casaleggio Boiro liegt 40 Kilometer südlich von der Provinzhauptstadt Alessandria auf einer Höhe von 321 m über dem Meeresspiegel in der Weinregion Monferrato. Das Gemeindegebiet umfasst eine Fläche von 12,21 km² und hat 351 (Stand 31. Dezember 2023) Einwohner. Ein Teil des Gemeindegebietes gehört zum, 1979 gegründeten, Naturpark Capanne di Marcarolo (Parco naturale delle Capanne di Marcarolo).
Die Nachbargemeinden sind Bosio, Lerma, Montaldeo, Mornese und Tagliolo Monferrato.

## Geschichte

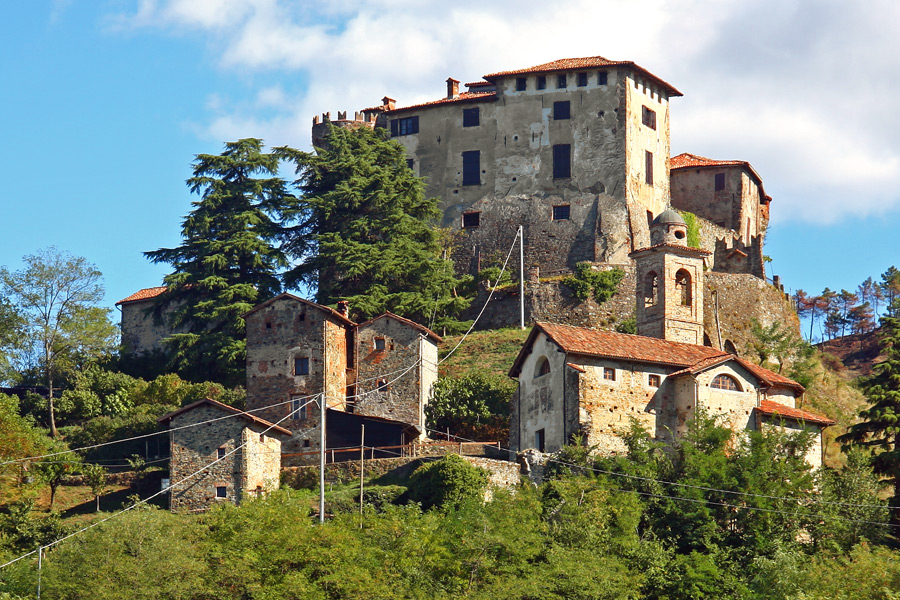
Die Burg von Casaleggio Boiro

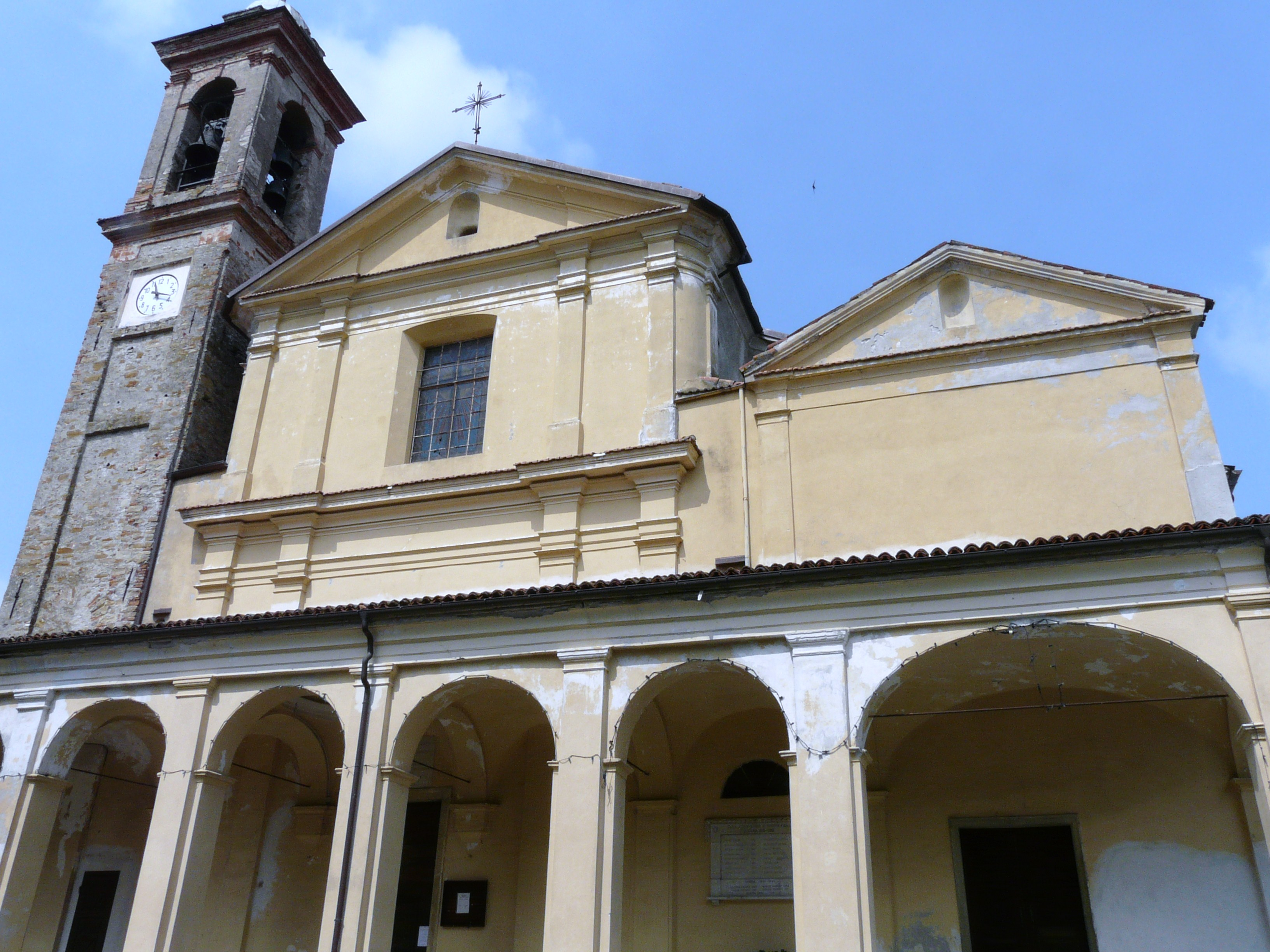
Kirche San Martino

Sein seit 1188 bezeugter Name ist als „Caxalegius“, „Casalegius“, „Caxaligius“ und „Casaligius“ belegt, in Anlehnung an den lateinischen Begriff Casalis. Die erste Erwähnung geht auf das Mittelalter zurück, auf das Jahr 1033, als der Marquis Adalberto unter anderem einen Besitz des Ortes schenkte, der damals Casadego hieß. Im folgenden Jahrhundert wurde es Teil der Herrschaft der Markgrafen von Monferrato, insbesondere von Wilhelm dem Älteren.
Im Jahr 1431 übernahm die Mailänder Familie Sforza das Anwesen, hielt es jedoch nur vier Jahre lang, bis es an die Familie Monferrato zurückgegeben wurde und nach dem Aussterben der Familie in die Hände des Herzogs von Mantua überging. Von 1425 bis 1705 gehörte es als Lehen mit Markgrafentitel der Herrschaft Fieschi. Später wurde es von den Ristori dominiert.

## Sehenswürdigkeiten
- Die Burg aus dem 10. Jahrhundert, gehört zu den ältesten Gebäuden im Monferrato. Aufgrund seiner malerischen Lage und seines strengen Stils wurde das Schloss von Casaleggio Boiro 1967 von Sandro Bolchi als Kulisse für das Fernsehdrama "I promessi sposi" (Die Verlobten) ausgewählt und wurde zum Schloss der Unbenannten, ein Name, der noch heute verwendet wird.[4]
- Die alte Pfarrkirche aus dem 17. Jahrhundert, in deren Inneren ein Gemälde der Heiligen Familie eines unbekannten Künstlers zu sehen ist.
- Die 1801 erbaute Pfarrkirche San Martino, deren Boden aus schwarzem und weißem Marmor besteht, wurde von Vittorio Emanuele II. und seiner Mutter gestiftet.
- Das Oratorium der Heiligen Dreifaltigkeit.

## Weinbau
In Casaleggio Boiro werden Reben für den Dolcetto d’Ovada, einen Rotwein mit DOC Status angebaut. Die Beeren der Rebsorten Spätburgunder und/oder Chardonnay dürfen zum Schaumwein Alta Langa verarbeitet werden.